# Channja
La Channja (in russo Хання?) è un fiume della Russia siberiana orientale (Sacha-Jakuzia) affluente di sinistra della Marcha (bacino idrografico del Viljuj).
Nasce e scorre interamente nella parte orientale dell'area rilevata dell'altopiano della Siberia centrale; sfocia nella Marcha a 489 km dalla foce. Il maggiore affluente è il fiume Andaj (99 km).
La Channja è gelata, mediamente, da metà ottobre a fine maggio.